# Victor Boffelli
Pour les articles homonymes, voir Boffelli.
Pas d'image ? Cliquez ici

a Compétitions nationales et continentales officielles uniquement.

b Matchs officiels uniquement.
Victor Boffelli, né le 20 mars 1947 à Arques (Aude), est un joueur de rugby à XV qui a joué avec l'équipe de France de 1971 à 1975, évoluant au poste de troisième ligne aile. Il joua avec le Stade aurillacois dont il fut également l’entraîneur.

## Carrière de joueur

### En club
Après des débuts en 1963 à l'US Carcassonne, il signe sa première licence au Stade aurillacois en 1968. Il joue dans ce club 24 saisons, dont 4 en tant que capitaine[réf. nécessaire]. Il est finaliste du Challenge de l'Espérance en 1975 et accède plusieurs fois aux huitièmes de finale du championnat de France, notamment lors des saisons 1975 (défaite face à Avignon) et 1976 (défaite face à Romans). La défaite face à Romans est peut-être le plus grand, mais aussi le plus cruel moment du club. La victoire est acquise, le public du stade Michelin scande à tout rompre « on a gagné » quand l'ouvreur de Romans effectue un contre et marque alors que l'arbitre s'apprêtait à siffler. Depuis 30 ans, Aurillac n'a toujours pas obtenu sa revanche à ce niveau de la compétition.

### En équipe nationale
Il disputé son premier match le 27 novembre 1971 contre l'équipe d'Australie, marquant un essai (victoire 18-9). Il enchaîne avec la Roumanie puis débute dans le tournoi par une défaite à Murrayfield en Écosse (9-20). À Colombes face à l'Irlande (défaite 6-14), il se blesse grièvement au genou et quitte l'équipe de France pendant plus d'un an. Il revient en fin d'année 1973 en effectuant une rentrée tonitruante face au Japon. Il dispute l'ensemble du tournoi 1974 où le quinze de France manque la victoire finale lors du dernier match en Écosse (défaite 19-6), après avoir vaincu l'Irlande au Parc (9-6, essai de Boffelli), obtenu le nul à Cardiff (16-16), et contenu les Anglais à Paris (12-12). Il effectue la tournée en Argentine en 1974 après une victoire à Twickenham (27-6), mais hors tournoi.
Cette saison 1973-1974 est sa meilleure en équipe de France. Sa brillante prestation fut saluée par la presse spécialisée (deuxième aux Oscars du Midi Olympique). Il est sélectionné dans l'équipe du Reste du monde pour affronter l'Irlande à l'occasion du centenaire de sa fédération à Dublin (18-18). En 1975, il loupe son seul match en tricolore lors d'une défaite historique face aux Gallois au Parc (10-25). Remplacé par Jean-Pierre Rives à Twickenham, il revient pour les deux derniers match, au poste inhabituel pour lui de n° 8, face à l’Écosse (victoire 10-9) et à Dublin contre l'Irlande (défaite 25-6), le 1er mars 1975 pour sa dernière sélection.
Victor Boffelli marque le quinze de France par son élégance, sa vivacité, sa personnalité forte et conviviale. Il connut aussi son lot d'infortune  la blessure tout d'abord et, sur un autre plan, la concurrence de Jean-Pierre Rives, l'un des capitaines historiques du quinze de France et plus souvent encore celle de Jean-Claude Skréla, qui sera ensuite entraîneur et sélectionneur de l'équipe nationale. En sélection nationale ou mondiale, il joue 5 fois au Parc (2V, 1N, 2D), 2 fois à Colombes (1V, 1D), 2 fois à Dublin (1N, 1D), 2 fois à Murrayfield (2D), 1 fois à Twichenham (1V), 1 fois à l'Arms Park de Cardiff (1N).

## Carrière d’entraîneur
- 1982 à 1991 : entraîneur au stade aurillacois dont 4 saisons avec Michel Peuchlestrade.
- 1988 à 1991 et 1993 à 1995 : entraîneur de l'équipe de France A
- 1992 à 1998 : manager général de l'AS Montferrand
- 1998/1999 et 1999/2000 : entraîneur de l'AS Montferrand
- 2000-2003 : encadrement des équipes de France
- 2002-2006 : entraîneur du stade Aurillacois
- 2007 : administrateur de match de la coupe du monde à Marseille
- 2007-2017 : administrateur de match du XV de France et des finales de Top 14.

Il est l'entraîneur, avec Michel Peuchlestrade, du Stade aurillacois pendant 3 saisons en pro D2. Le club joua le match de barrage pour la montée en top 14 face à Pau (défaite), puis descendit en fédérale 1 la saison suivante avant de retrouver immédiatement sa place en Pro D2, conduit par un nouveau duo d'entraîneurs. 
Il finit sa carrière d'administrateur de match pour le match France-Japon à l'U Arena le 25 novembre 2017.

## Statistiques en équipe nationale
- 18 sélections
- 8 points (2 essais)
- Sélections par année : 2 en 1971, 2 en 1972, 2 en 1973, 9 en 1974, 3 en 1975
- Tournois des Cinq Nations disputés : 1972, 1974, 1975